# Paranda
Paranda é uma cidade  no distrito de Osmanabad, no estado indiano de Maharashtra.

## Demografia
Segundo o censo de 2001, Paranda tinha uma população de 16,987 habitantes. Os indivíduos do sexo masculino constituem 52% da população e os do sexo feminino 48%. Paranda tem uma taxa de literacia de 64%, superior à média nacional de 59.5%: a literacia no sexo masculino é de 72% e no sexo feminino é de 57%. Em Paranda, 14% da população está abaixo dos 6 anos de idade.